# Енагоа
Енагоа (англ. Yenagoa) — район местного управления и город в Нигерии. Административный центр штата Байэлса. Расположен в дельте Нигера, на рукаве Эколе), на левом берегу рукава Нун.
Площадь района местного управления — 706 км², население — 266 008 чел. (2006 г.). Почтовый индекс район местного управления — 561.
Енагоа — традиционное место проживания народа иджо, составляющего этническое большинство штата Байэлса. 
В Енагоа базируется футбольный клуб Премьер-лиги Нигерии «Байэлса Юнайтед».